# Crate Entertainment
Crate Entertainment ist ein US-amerikanischer Spieleentwickler.

## Unternehmensgeschichte
Crate Entertainment wurde 2008 von ehemaligen Mitarbeitern der Firma Iron Lore Entertainment gegründet, die dort am Spiel Titan Quest gearbeitet hatten, bevor das Studio schloss. Das erste Spiel von Crate Entertainment, Grim Dawn (2016), wird deshalb als „geistiger Nachfolger“ von Titan Quest bezeichnet und verwendet viele ähnliche Mechaniken und ein nahezu unverändertes Charaktersystem. Grim Dawn wurde maßgeblich über die Plattform Kickstarter finanziert, wo 537.515 $ von 12.457 Unterstützern für die Entwicklung gesammelt wurden. In den Jahren 2017 und 2019 veröffentlichte das Studio umfangreiche Add-Ons für Grim Dawn, bevor man mit der Entwicklung des Aufbauspiels Farthest Frontier ein neues Projekt begann.
Farthest Frontier wurde schließlich am 9. August 2022 als Early-Access-Version über die Plattform Steam veröffentlicht. Parallel zur andauernden Entwicklung von Farthest Frontier kündigte Crate Entertainment im Sommer 2023 an, ein drittes Add-On für Grim Dawn entwickeln zu wollen.

## Veröffentlichungen
| Jahr                | Titel                         | Typ                  | Genre              | Metascore |
| ------------------- | ----------------------------- | -------------------- | ------------------ | --------- |
| 2016                | Grim Dawn                     | eigenständiger Titel | ARPG/Hack and Slay | 83/100    |
| 2017                | Grim Dawn: Ashes of Malmouth  | Add-On zu Grim Dawn  | ARPG/Hack and Slay |           |
| 2019                | Grim Dawn: Forgotten Gods     | Add-On zu Grim Dawn  | ARPG/Hack and Slay |           |
| 2022 (Early Access) | Farthest Frontier             | eigenständiger Titel | Aufbauspiel        |           |
| 2024 (angekündigt)  | Grim Dawn: Fangs of Asterkarn | Add-On zu Grim Dawn  | ARPG/Hack and Slay |           |